# Лопань (притока Уди)
Ло́пань — річка в Росії (Бєлгородська область) та Україні (в межах Харківського району). Ліва (найбільша) притока річки Уди (басейн Сіверського Донця). Одна з річок, що тече через Харків.

## Опис
Довжина річки становить 96 км, площа басейну 2000 км². Витрата води за 17 км від гирла становить 2,24 м/сек. Лопань впадає в Уди на віддалі 52 км від її гирла. Похил річки 0,89 м/км. Річище зрідка ділиться на рукави, утворюючи острови. Ширина русла від 1 до 20 м, глибина від 0,3 до 1 м. В період весняного розливу річка піднімається на 1,5 — 2 м. Швидкість течії 0,2 — 0,3 м/сек, на окремих ділянках до 0,8 м/сек. Береги низькі, в межах Харкова обваловані або фанеровані гранітом, а русло поглиблене. Живлення річки в основному снігове. У грудні та січні річка промерзає до дна. Весняні розливи трапляються на ділянках вище Харкова, проте інколи і в межах Харкова (Павлівка та Сортувалка).
Весняні розливи річки Лопань або великі опади, які спричиняли повені у Харкові, траплялися систематично протягом ХІХ століття, зокрема, у 1785, 1805, 1851, 1853, 1877, 1883, 1889, 1893, 1915 та 1925 роках. Після повені 1893 року набережні у Харкові були підняті на 4 сажені.
Екологічні проблеми річки були причиною для звернень громадян до органів влади щодо необхідності її розчистки.
Розташовані вище за течією агрокомплекс, промислові підприємства і населені пункти формують стік, що впливає на якість води в річках Лопань, Харків, Немишля на вході в місто. Відзначається, що скиди Диканівського і Безлюдівського комплексів біологічного очищення є основним фактором, що формує вміст азоту амонійного, азоту нітритного і фосфатів в річці Лопань. При цьому спостерігається перевищення гранично допустимих концентрацій (ГДК) за цима показниками в кілька разів. Основною проблемою з аміаком є його пряма токсична дія на водну флору і фауну, яка посилюється підвищеним рівнем pH і температурою. Аміак вважається однією з найбільш важливих забруднюючих речовин у водному середовищі через його високу токсичність та поширеність в поверхневих водних системах. Аналіз якісного стану річок Харківської області показав, що найбільш забрудненими є водотоки басейну річки Лопань. Лопань з 1992 року по 2010 рік належала до 3 класу зі значним впливом на здоров’я населення, у 1924-25 та у 1977 роках вона належала до 4 класу з великим впливом на здоров’я населення, а у 1984 році вона належала 5 класу з дуже великим впливом на здоров’я населення.

## Розташування
Витік річки розташований 50°30′ пн. ш. 36°21′ сх. д. / 50.500° пн. ш. 36.350° сх. д. між селом Весела Лопань і селищем Жовтневий Бєлгородської області. Тече спочатку на південний захід, далі поступово повертає на південь і південний схід. Російсько-український кордон перетинає біля села Гранова. Впадає до Уди в південній частині міста Харкова, біля мікрорайону Липовий Гай.
На річці Лопань розташовані селища міського типу Жовтневий, Козача Лопань, місто Дергачі, а в місці злиття з річкою Харків розташована центральна частина міста Харкова.
Найбільші притоки: Саржинка, Харків, Лозовенька (ліві).

## Водовикористання
На Лопані в межах Харкова побудовано кілька гребель для регулювання стоку води: Павлівська (побудовано 1965, реконструйовано 2009), Лопанська (побудована у 1933 році, найстаріша гребля у Харкові, з середини 2000-х перебуває у вкрай аварійному стані, у 2012 році передбачалось спорудити замість неї нову греблю, але лише у 2016 році проведено тендер з реконструкції, а роботи мали розпочатися у 2018 році) та Гончарівська (побудована у 1934 році, капітальний ремонт, якого не було 37 років, проводився у 2008—2009 роках) На притоці Лопані — Лозовеньці влаштовано Лозовеньківське водосховище із комплексом гідрологічних споруд.
Гончарівська гребля здійснює обводнення і регулювання рівня стоку для попередження повеней та підтоплень на річці Лопані та її притоці Харкові у центральній частині міста. Регулярно відбувається водоскид та обмілення харківських річок для нормалізації річки та для очищення їх берегів від сміття чи для ремонтних робіт. Такі обмілення викликали незадоволення і ставали приводом для створення петицій до міської влади від мешканців Харкова.

### Річковий транспорт у Харкові
На початку ХХ століття до Харківської міської думи було адресоване звернення щодо розробки проекту обводнення харківських річок та створення судноплавного шляху від Бєлгорода та Харкова до Ростова-на-Дону. Пізніше, вже за радянської влади у 1920-1930-ті роки виникла ідея сполучити Харків з Азовським морем. Але наприкінці 1930-х років від них відмовились через нереалістичність цих планів.
У 1932 році на річках Лопань та Харків відкрився рух «водних трамваїв» — катерів на 24 особи, а у 1933 році катери вміщували до 40 осіб. Їх кількість збільшилась до 10-ти, а вартість проїзду становила 25 коп. Навігація на річках мала тривати 200 днів на рік. Після Другої світової війни ці катери певний час перевозили пасажирів до 1953 року, після чого річкові перевезення припинилися.
У 1996 році до Харкова перевезли прогулянковий теплохід «Павлік Морозов», який до того плавав на Дніпрі. Після відновлювальних робіт теплохід під іменем «Ластівка» здійснював прогулянкові перевезення. 1 лютого 2005 року теплохід згорів біля Човнової станції, а його подальша доля невідома. Пізніше харківська влада обіцяла відновити теплохід чи запустити річковий транспорт у місті. Перед «Євро-2012» у Харкові на річці Лопань відкрили човнову станцію.

## Фізико-географічні фактори формування стоку

### Водний режим
Коливання стоку в басейні р. Лопань спостерігаються в наступні фази водного режиму, а саме: у весняну повінь, літню та зимову межень, при утворенні восени дощових паводків. Зміна живлення пояснюється кліматичними умовами, що характерні басейну р. Лопань. Так встановлено, що у багатоводному році середня річна витрата води складає 1,32 м3/с, найбільша — 21,6 м3/с, найменша (влітку) 0,064 м3/с, найменша (зимова) 0,11 м3/с  

## Фотографії

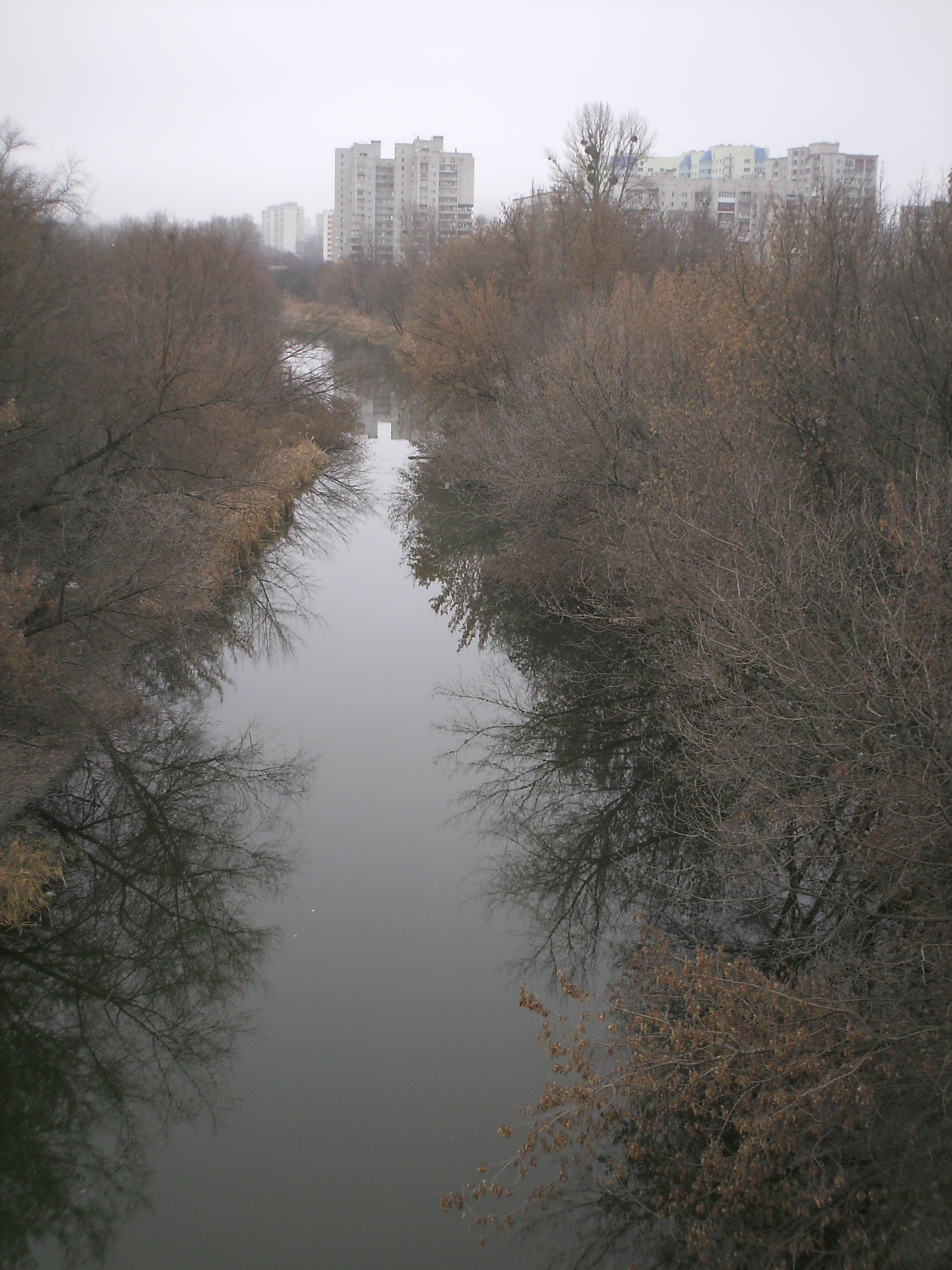
Лопань вище мосту при вулиці 8 березня
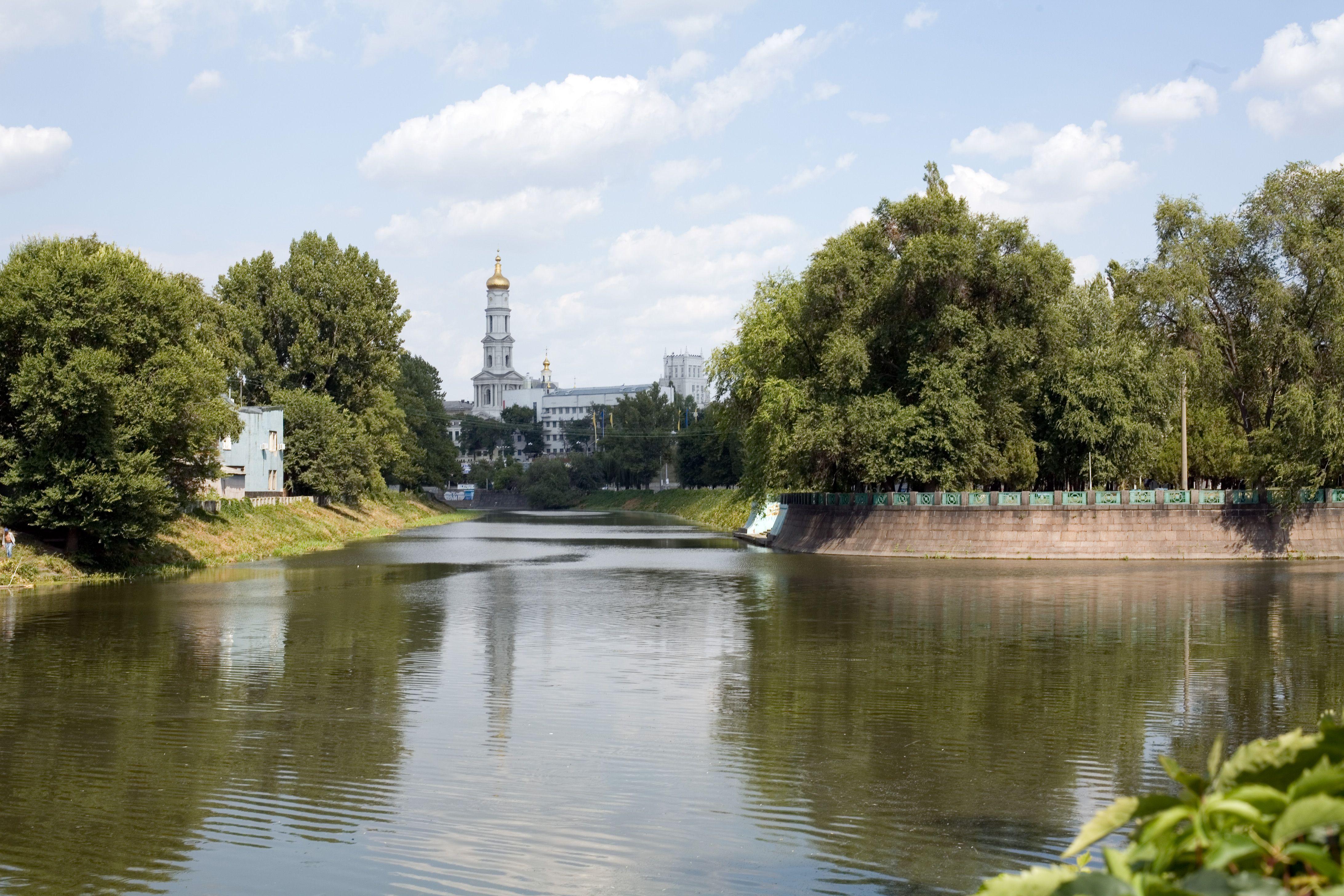
Лопанська стрілка — місця впадіння річки Харків (справа) до Лопані (зліва)
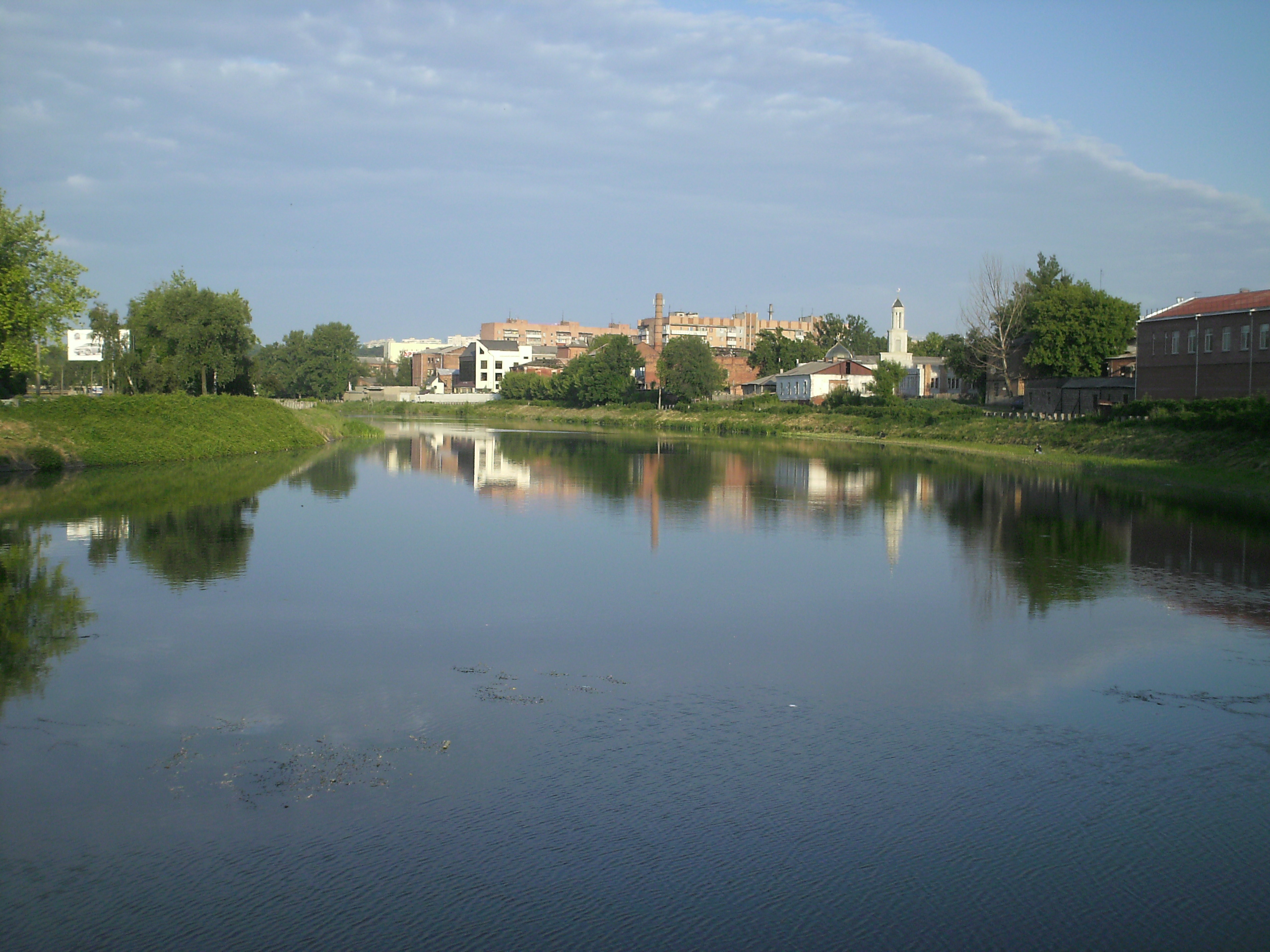
Між Лопанскою стрілкою і Гончарівською дамбою
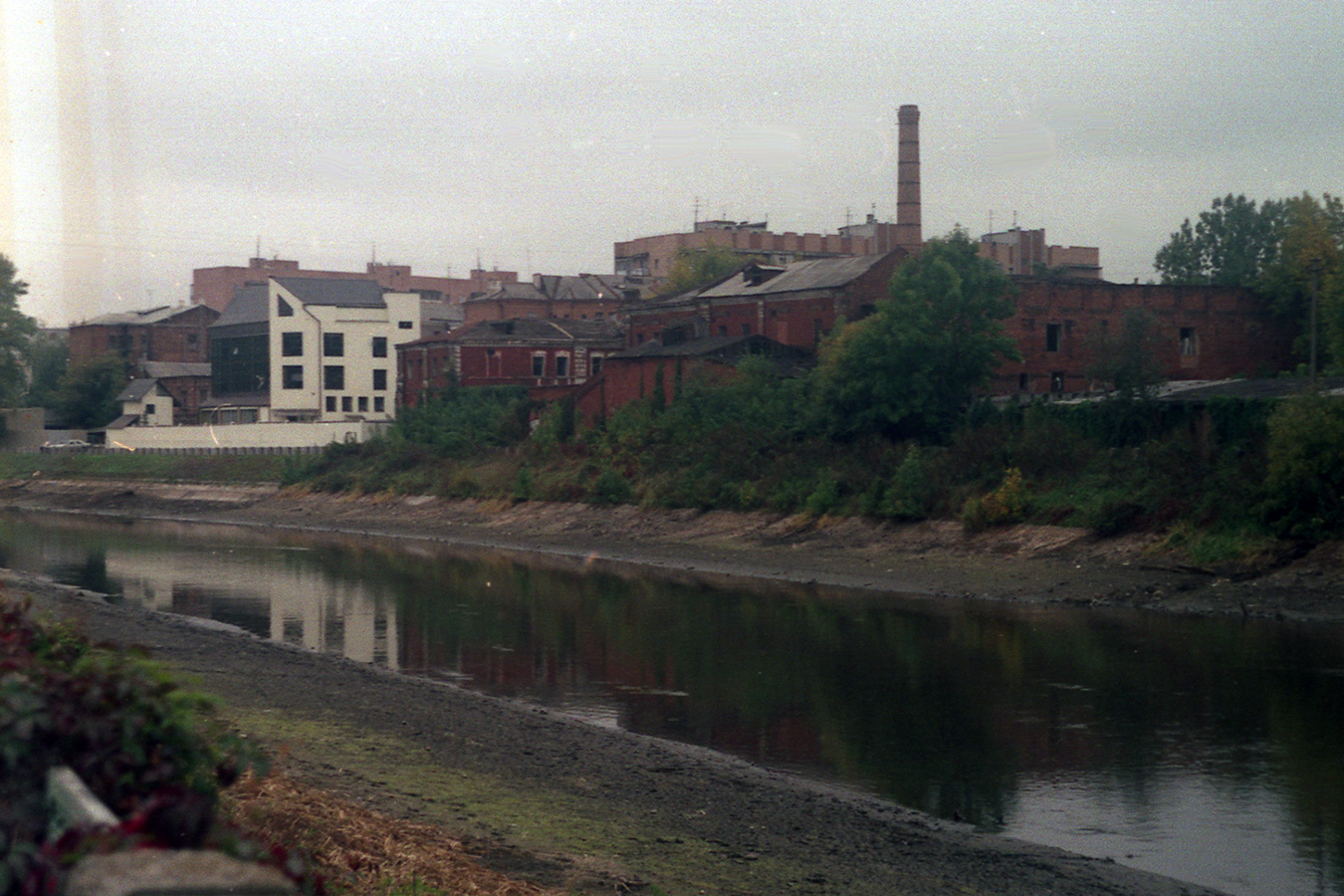
Обміліла Лопань перед Гончарівською дамбою (осінь 2004 р.)
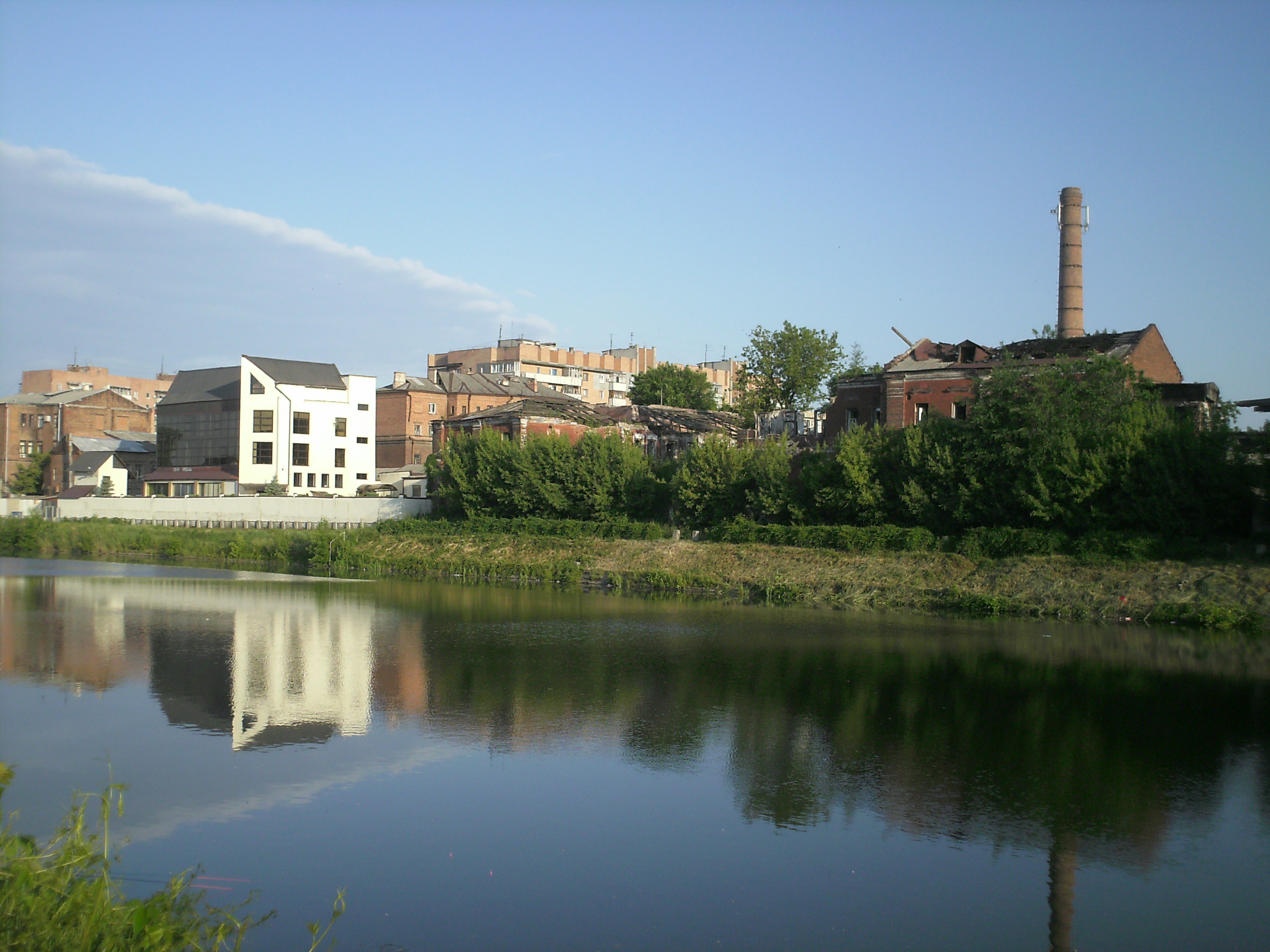
Повноводна Лопань перед дамбою (літо 2008 р.)
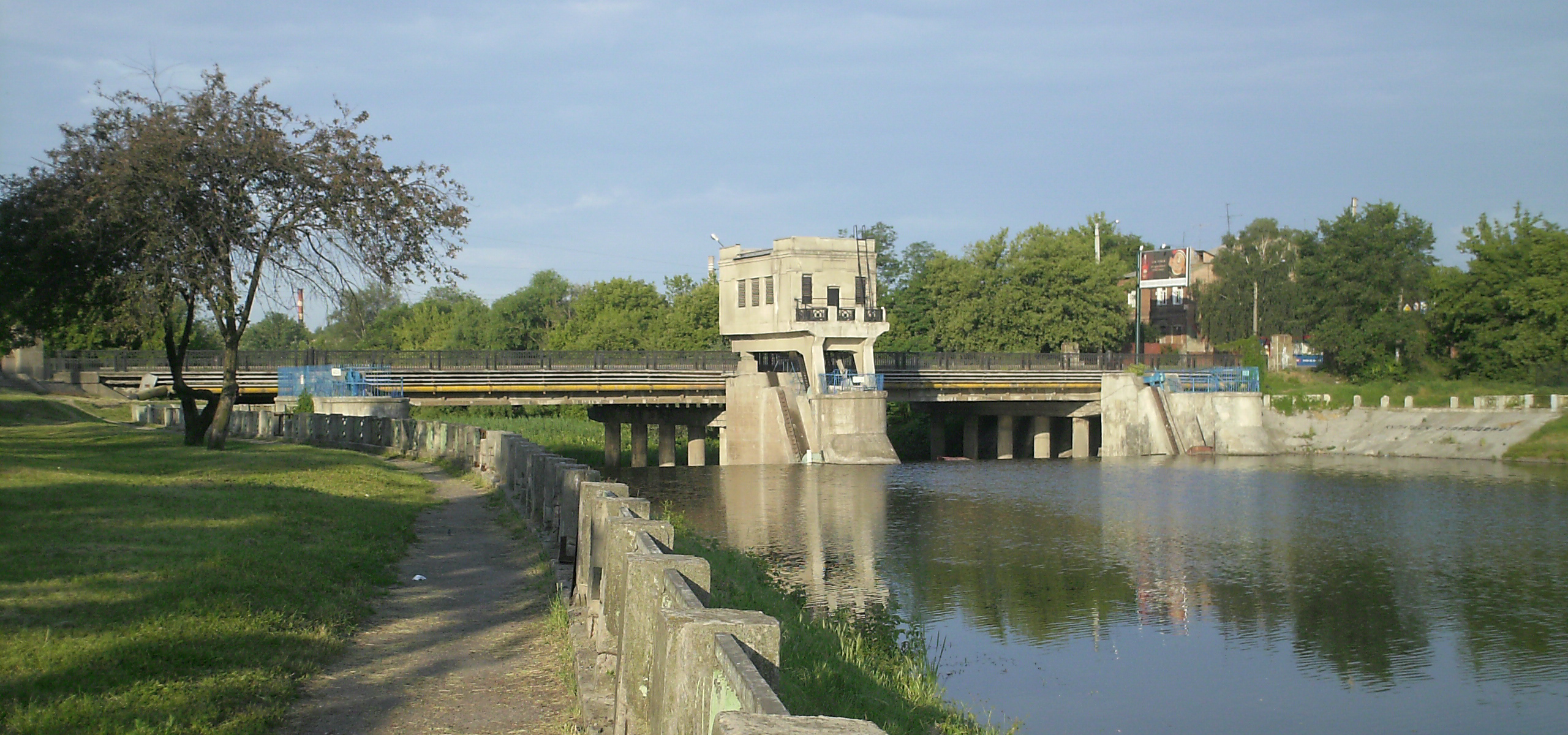
Гончарівська дамба (1934 р.)
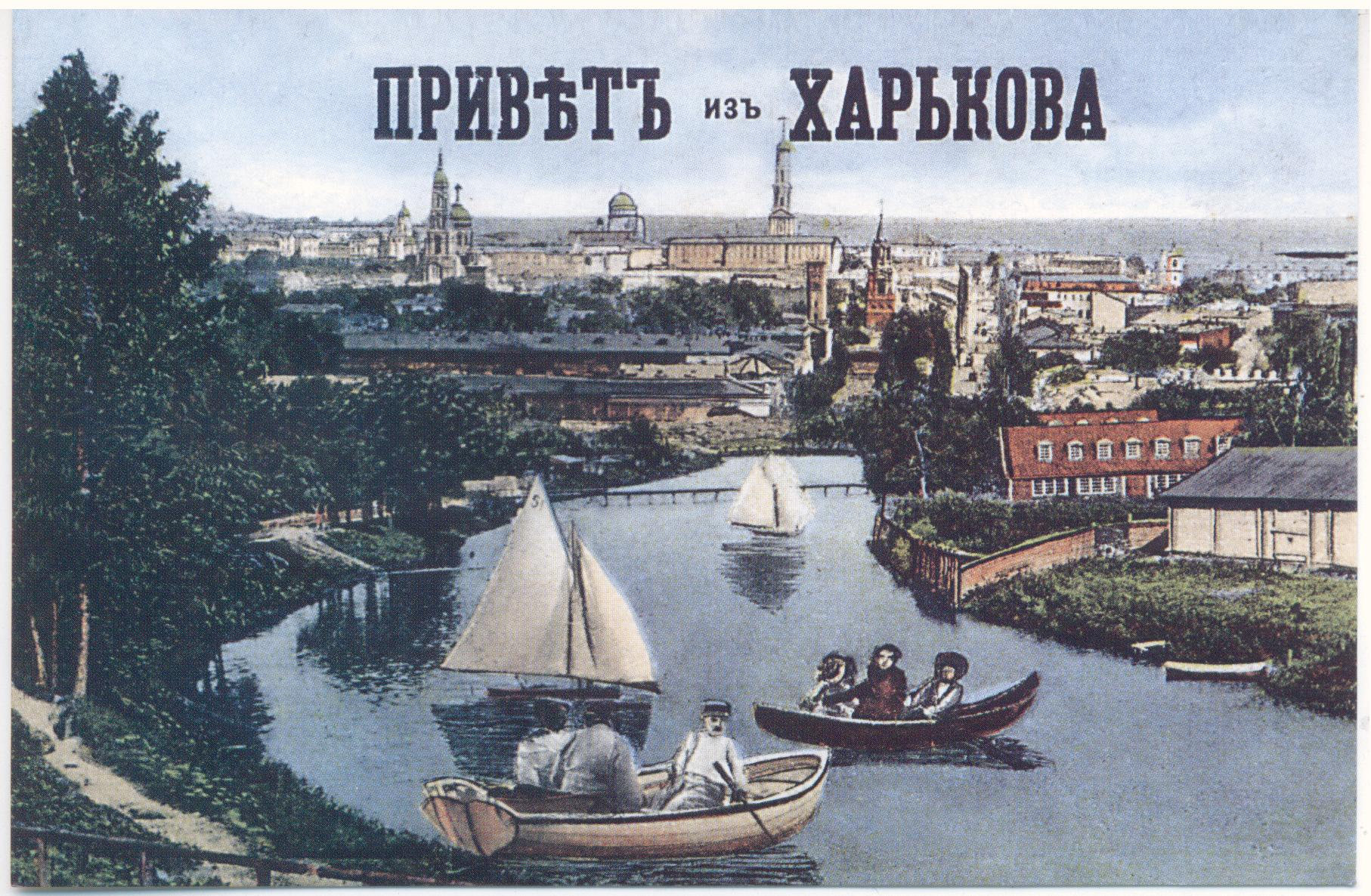
Лопань на листівці (1910-ті рр.). Зліва Новоселівка, справа Москалівка
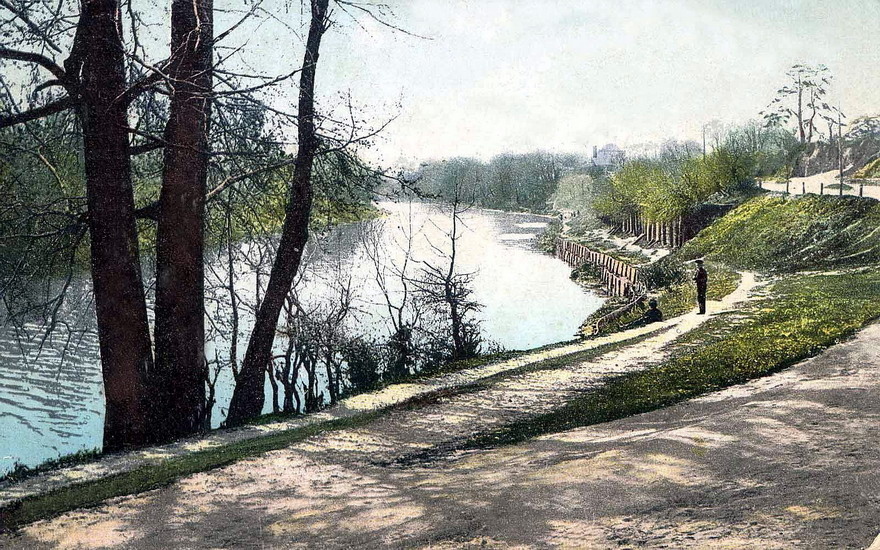
Лопань нижче дамби, вигляд проти течії
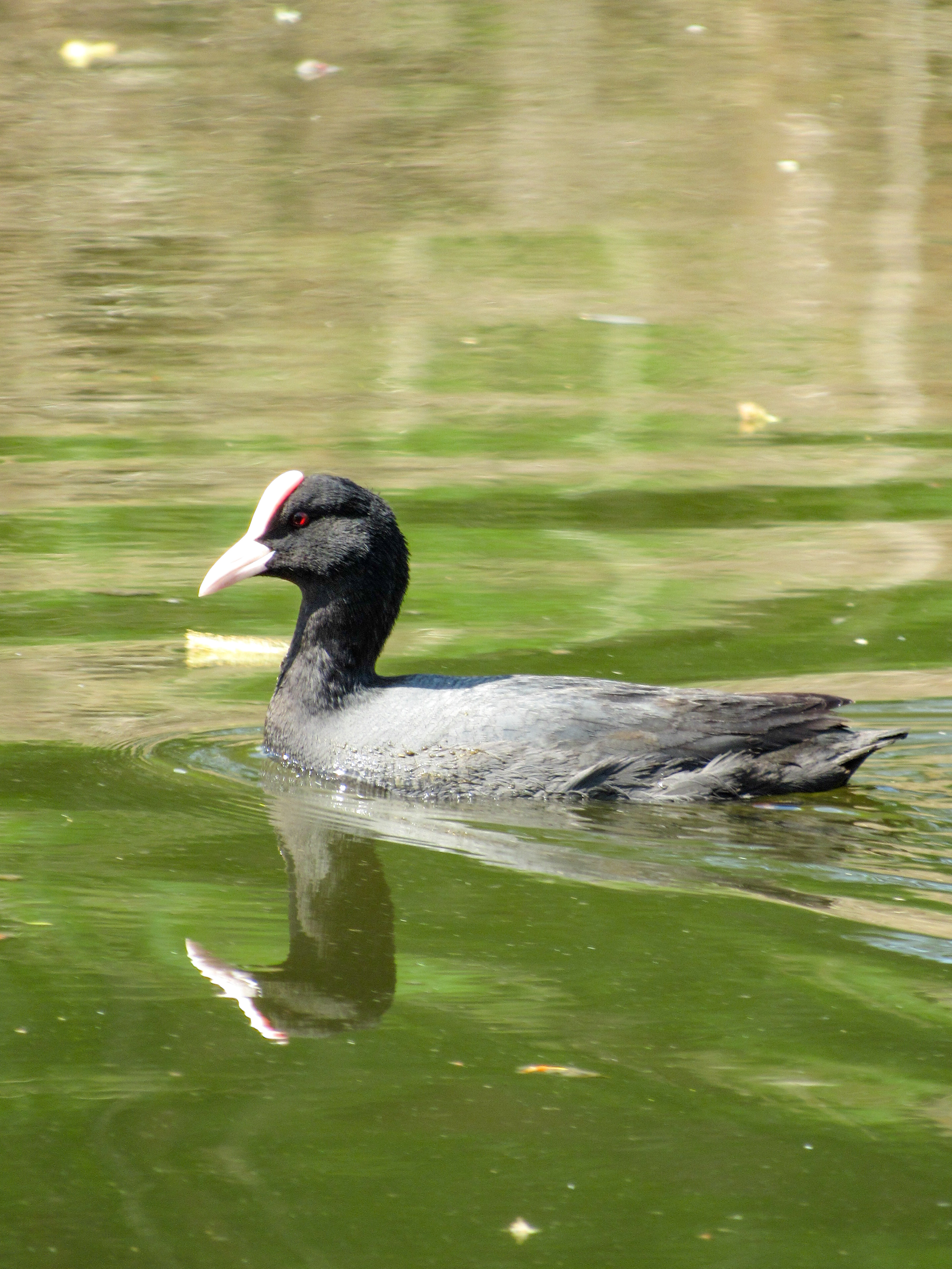
Лиска звичайна на річці Лопань
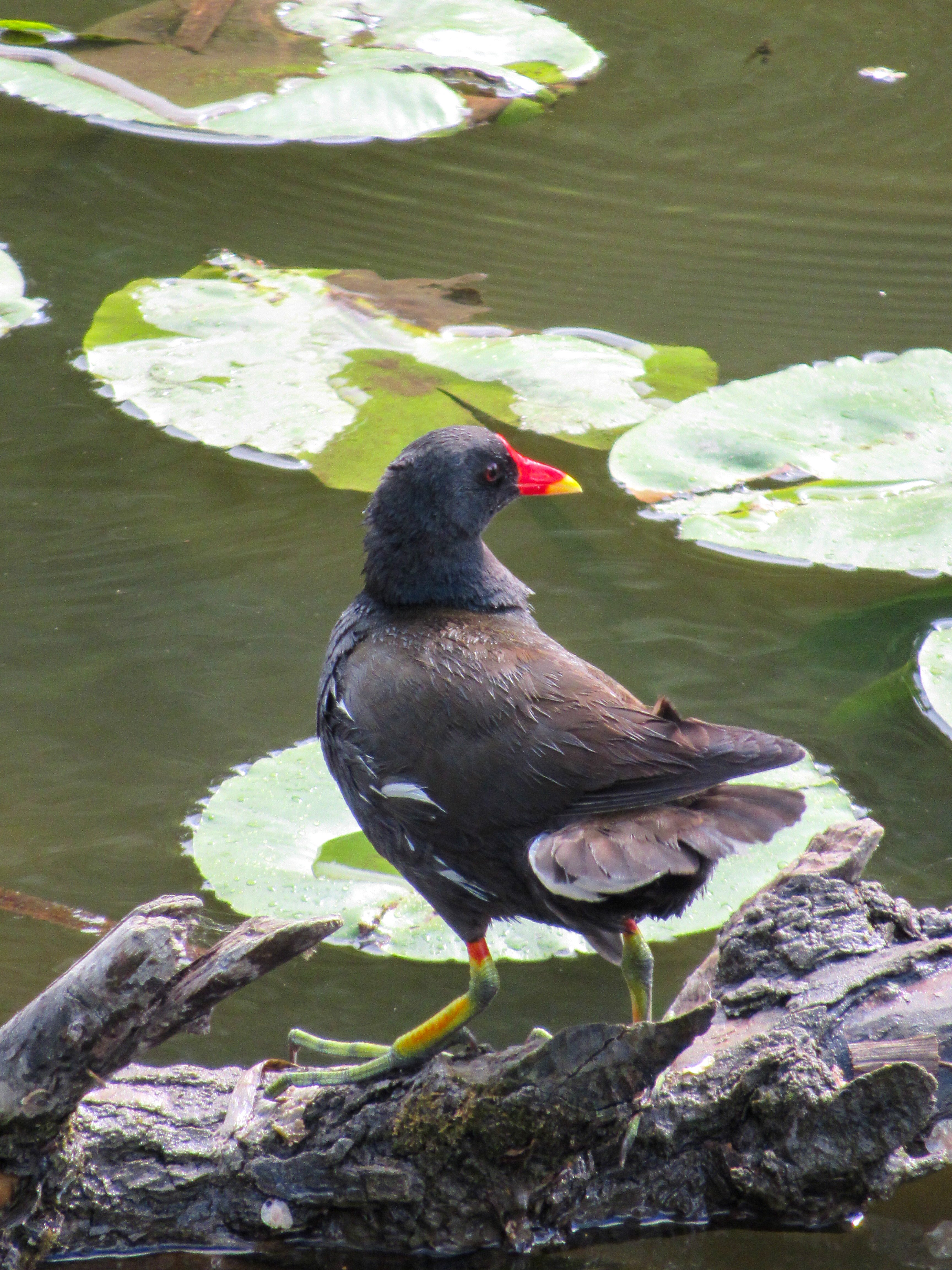
Курочка водяна у районі Олексіївського гідропарку
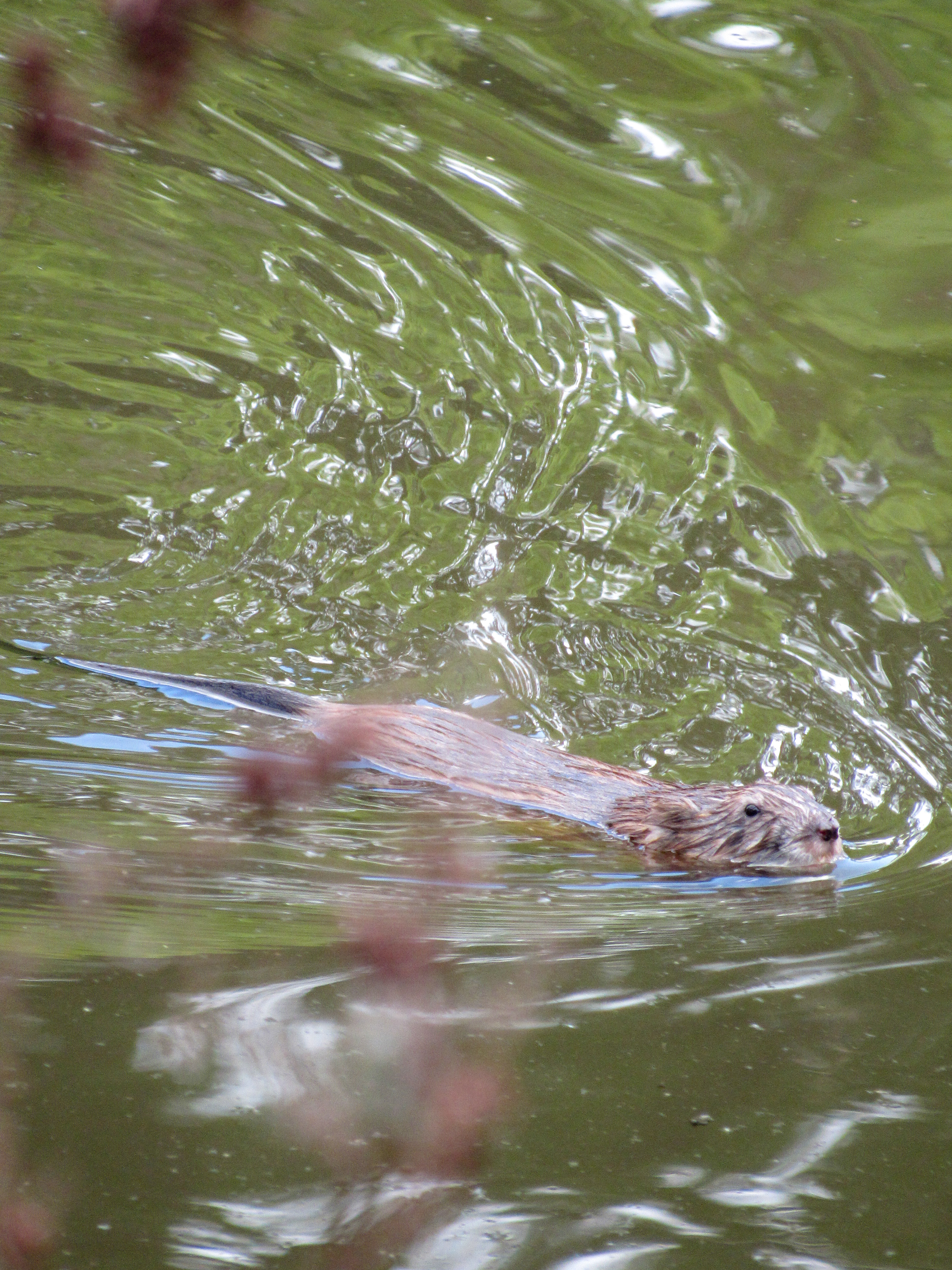
Ондатра
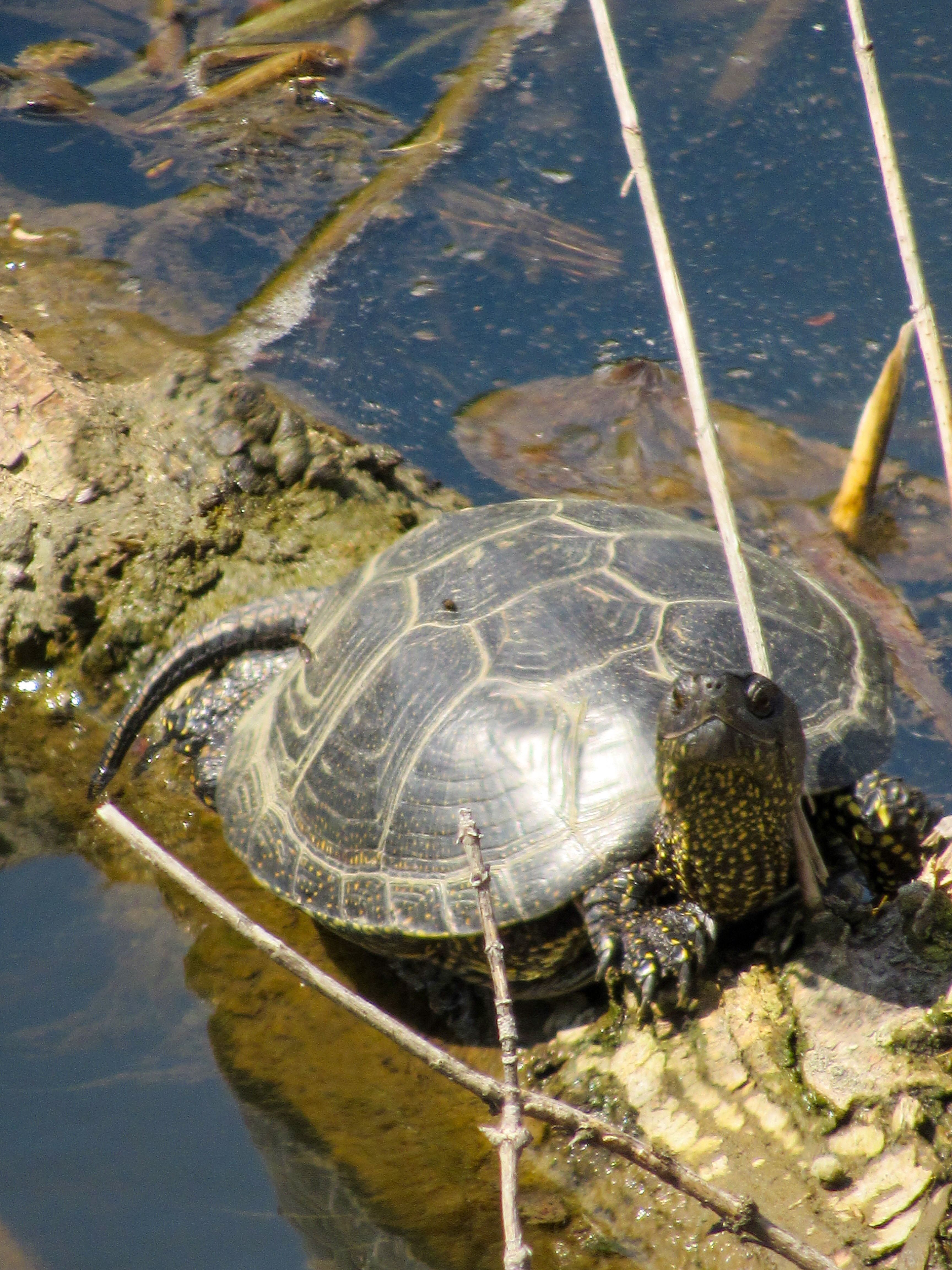
Болотна черепаха європейська на колоді у річці Лопань